# 小十二・二十面体
小十二・二十面体（しょうじゅうに・にじゅうめんたい、Small dodecicosahedron）とは、一様多面体の一種である。小二十・二十・十二面体の正5/2角形、正三角形を削った図形である。

## 性質
- 構成面: 正六角形20枚、正十角形12枚、計32枚
- 辺: 120
- 頂点: 60
- 頂点形状: 6, 10, 6/5, 10/9
- ワイソフ記号: 3 5 (3/2 5/4) |
- 枠: 斜方二十・十二面体の正方形を縦横比{\displaystyle {\frac {1+{\sqrt {5}}}{2}}:1}の長方形に変更したもの。
- 双対: Small dodecicosacron

## 同じ枠を持つ立体
- 大星型切頂十二面体
- 小二十・二十・十二面体
- 小二重三角十二・二十・十二面体
- 小十二・二十面体